# Turbanella wilsoni
Turbanella wilsoni är en djurart som tillhör fylumet bukhårsdjur, och. Turbanella wilsoni ingår i släktet Turbanella och familjen Turbanellidae. Inga underarter finns listade i Catalogue of Life.